# Molodo
Il Molodo (in russo Молодо́?) è un fiume della Russia siberiana nordorientale, affluente di sinistra della Lena. Scorre nel Bulunskij ulus della Sacha (Jacuzia).

## Descrizione
Il Molodo ha origine delle estreme propaggini nordorientali dell'altopiano della Siberia centrale dalla confluenza dei due rami sorgentizi Molodo-Unga-Anabyla e Molodo-Changas-Anabyla scorrendo successivamente con un percorso estremamente tortuoso e cambiando spesso direzione fino a sfociare nella Lena a 413 km dalla sua foce. La lunghezza del fiume è di 556 km, l'area del suo bacino è di 26 900 km². Il suo maggior affluente è il Sjungjude, proveniente dalla sua destra idrografica. Il fiume gela a dicembre e rimane coperto di ghiaccio fino a maggio.